# Lee Joon-Ho
Lee Joon-Ho (n. 7 septembrie 1965, Seul, Coreea de Sud) este un sportiv ce a reprezentat Coreea de Sud, medaliat olimpic. A participat la 2 ediții ale Jocurilor Olimpice (1992, 1994) în care a câștigat o medalie de aur și o medalie de bronz.